# Alessandro Riedle
Alessandro Federico Karl-Heinz Riedle (* 14. August 1991 in Lindenberg im Allgäu) ist ein ehemaliger deutscher Fußballspieler. Er ist der Sohn des ehemaligen deutschen Fußballnationalspielers Karl-Heinz Riedle.

## Spielerkarriere

### Verein
Riedle ist wie sein Vater Mittelstürmer. Er begann seine Karriere beim FC Liverpool und wechselte dann zum FC Fulham. Seine nächste Station war der Grasshopper Club Zürich. Sein Debüt in der Profimannschaft der Grasshoppers feierte er am 11. März 2009. Sein erstes Tor erzielte er im Spiel gegen Neuchâtel Xamax am 26. April 2009 nach seiner Einwechslung zur zweiten Halbzeit in der 65. Spielminute.
Zur Saison 2009/10 wechselte Riedle zum VfB Stuttgart, bei dem er einen Zweijahresvertrag unterschrieb. Nach 15 Einsätzen und einem Tor für die zweite Mannschaft der Stuttgarter in der 3. Liga kehrte er am 25. August 2010 zu den Grasshoppers zurück. Die Saison 2011/12 bestritt er als Leihspieler beim AC Bellinzona in der Challenge League. Nach der Saison 2012/13 war er wegen finanzieller Probleme des AC Bellinzona ohne Vertrag.
Am 5. August 2013 unterschrieb Riedle beim türkischen Erstligisten Akhisar Belediyespor einen Zweijahresvertrag. Jedoch verließ er den Verein bereits nach einer Saison wieder.
Anfang September 2014 unterzeichnete er einen Vertrag beim FC Viktoria Köln. Hier gab er am 13. Dezember 2014 sein Debüt im Spiel gegen FC Schalke 04 II. Dieses blieb aber auch das einzige Spiel, welches er für die Kölner bestritt.
Anfang Februar 2015 wechselte er zurück in die Schweiz zum SC Brühl St. Gallen. Beim Drittligisten entwickelte er sich gleich zum Stammspieler und erzielte vier Tore in den ersten sieben Spielen. Nach fünf Jahren und 26 Treffern in 116 Spielen kehrte er wieder in seine Heimat zurück und wechselte zum FC Wangen 05, welcher zu diesem Zeitpunkt in der Verbandsliga Württemberg spielte. In Wangen er war sowohl Co-Trainer als auch aktiver Spieler im Mannschaftskader. Nach zwei Spielzeiten beendete er dort seine aktive Karriere.

### Nationalmannschaft
Mindestens im Mai 2009 gehörte er der deutschen U-18-Nationalmannschaft an.

## Trainerkarriere
Nachdem er bereits zwei Jahre lang spielender Co-Trainer unter Uwe Wegmann beim württembergischen Verbandsligisten FC Wangen 05 gewesen war, wechselte Riedle im Sommer 2022 in den Nachwuchsbereich des Bundesligisten Borussia Mönchengladbach. Dort war er als Co-Trainer im Stab der U19-Mannschaft insgesamt zwei Jahre lang unter wechselnden Cheftrainern (Alexander Ende, Sebastian König, Oliver Kirch) tätig. Im Sommer 2024 verpflichtete ihn der Schweizer Superligist FC Zürich als neuen Co-Trainer unter Cheftrainer Ricardo Moniz.